# 모리야마역 (시가현)
모리야마역(일본어: 守山駅, もりやまえき 모리야마에키[*])은 일본 시가현 모리야마시에 위치한 서일본 여객철도의 역이다.

## 역 구조
상대식 승강장으로 2면 2선의 지상역이다. 역사는 고가로 건설되어 있다. 어번 네트워크의 일부로 이코카의 사용이 가능하다.
| 1 | ■ 비와코 선 (상행) | 야스 · 마이바라·나가하마 방면 |
| 2 | ■ 비와코 선 (하행) | 구사쓰・교토・오사카 방면     |

이전에는 2면 3선과 승강장이 없는 상행 대피선으로 구성되어 섬식의 하행선 홈을 가지고 있었다. 2003년까지 화물 열차가 발착해 역의 동측과 북측에는 측선이 다수 있었다. 그러나 물 취급 폐지에 따라 배선이 정리되어 일부 보수용 선로가 남아있는 것 이외에 본선에 있는 포인트는 모두 철거되어 2006년 7월에는 역 구조가 상대식 2면 2선으로 변경되었다. 상행 대피선 및 3번선은 2007년 1월 경에 철거되어 현재는 하행 구 3번 승강장에 일부 보수용 차량 유치를 위한 선로만 존재하게 되었다. 또 2009년 1월부터는 역 동측의 측선들이 모두 철거되었으며, 동시에 하행 구 3번 승강장에는 울타리가 설치되었다.

## 승차량 변동
| 회사      | 승차 인원 | 승차 인원 | 승차 인원 | 승차 인원 | 승차 인원 | 승차 인원 | 승차 인원 | 승차 인원 | 주 석 |
| 회사      | 1993년    | 1994년    | 1995년    | 1996년    | 1997년    | 1998년    | 1999년    | 2000년    | 주 석 |
| --------- | --------- | --------- | --------- | --------- | --------- | --------- | --------- | --------- | ----- |
| JR 서일본 | 14576     | 14293     | 14468     | 14514     | 14228     | 14016     | 13739     | 13686     | [ 1 ] |
| 회사      | 2001년    | 2002년    | 2003년    | 2004년    | 2005년    | 2006년    | 2007년    | 2008년    |       |
| JR 서일본 | 13562     | 13585     | 13522     | 13412     | 13347     | 13909     | 14511     | 15086     | [ 1 ] |

## 역사
- 1912년 4월 16일: 일본국유철도 도카이도 본선의 야스 ~ 구사쓰 간에 여객·화물 겸용역으로 영업 개시.
- 1973년 4월: 역사를 개축하였다.
- 1987년 4월 1일: 소속이 서일본 여객철도로 변경되었다.
- 2003년 10월 1일: 화물 취급 정지
- 2003년 11월 1일: 이코카 사용이 개시되었다.

## 인접정차역
| 서일본 여객철도 도카이도 본선 | 서일본 여객철도 도카이도 본선 | 서일본 여객철도 도카이도 본선 |
| ----------------------------- | ----------------------------- | ----------------------------- |
| 야스 마이바라 방면            | ■ 비와코 선 신쾌속            | 구사쓰 히메지 방면            |
| 야스 마이바라 방면            | ■ 비와코 선 보통              | 릿토 히메지 방면              |